# 101-я моторизованная дивизия (Италия)
101-я моторизованная дивизия «Триесте» (итал. 101ª Divisione motorizzata "Trieste") — моторизованная дивизия вооружённых сил Италии во время Второй мировой войны. Дивизия сформирована в 1939 году, действовала в Европе и Северной Африке, где была разбита в 1943 году во Втором сражении при Эль-Аламейне.

## История
101-я моторизованная дивизия «Триесте» была сформирована в 1939 году на базе 8-й пехотной дивизии «По», до 1941 года находилась в Италии — в резерве. Затем направлена в Албанию.
В августе 1941 года направлена в Ливию (Северная Африка) в составе 20-го моторизованного корпуса под командованием генерала Гастона Гамбара вместе с 132-й танковой дивизией «Ариете». Дивизия участвовала во всех основных операциях в Ливийской пустыне: Северо-Африканская операция (1941), Битва при Газале (1942), Битва при Бир Хакейме, Первое сражение при Эль-Аламейне и Второе сражение при Эль-Аламейне, где она была окружена и почти полностью уничтожена. Её остатки вместе с остатками 132-й танковой дивизии «Ариете» и 133-й танковой дивизии «Триесте» были сведены в единую боевую группу «Ариете», которая была уничтожена полгода спустя — в марте-апреле 1943 года в Тунисе.

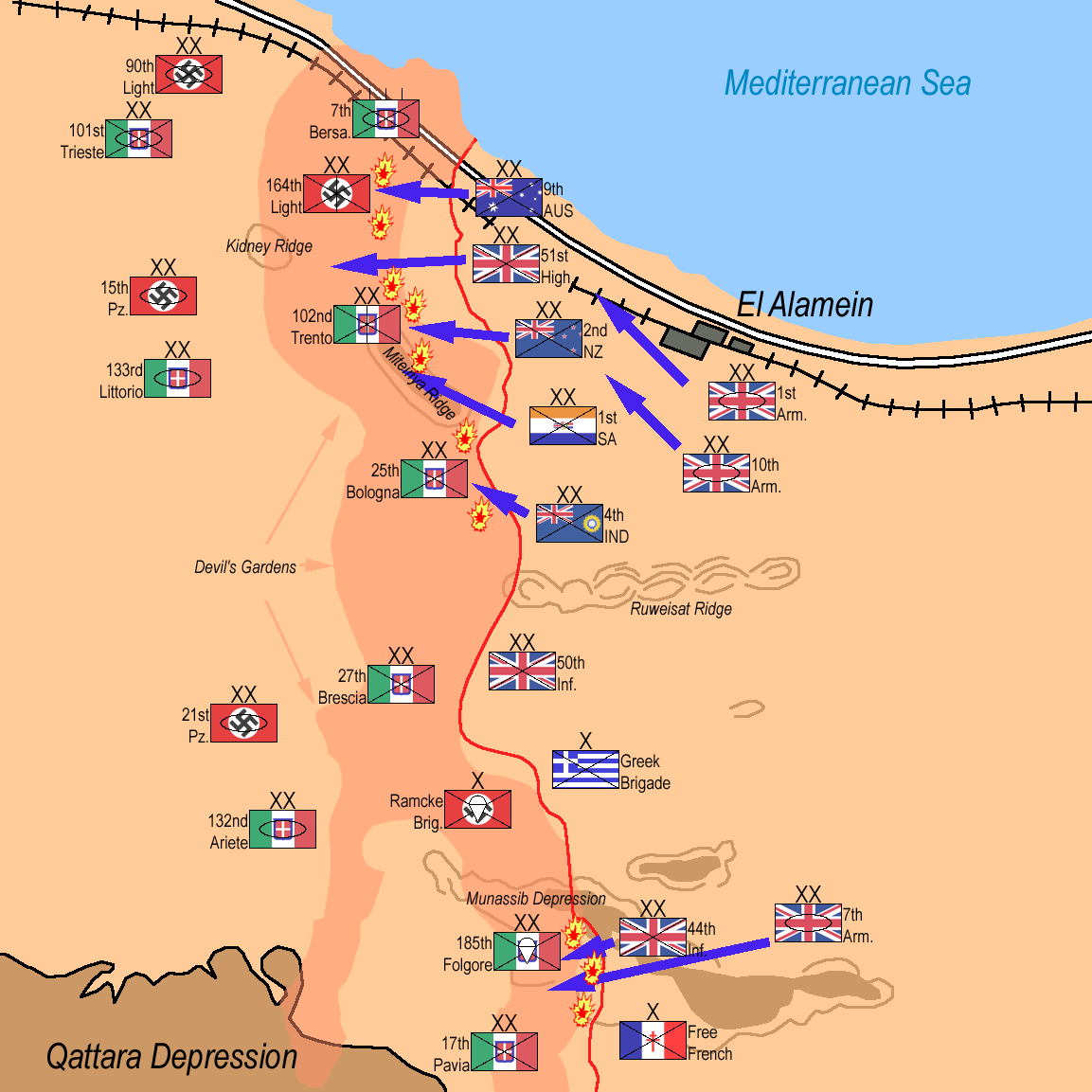
Позиции «Триесте» на 23 октября.
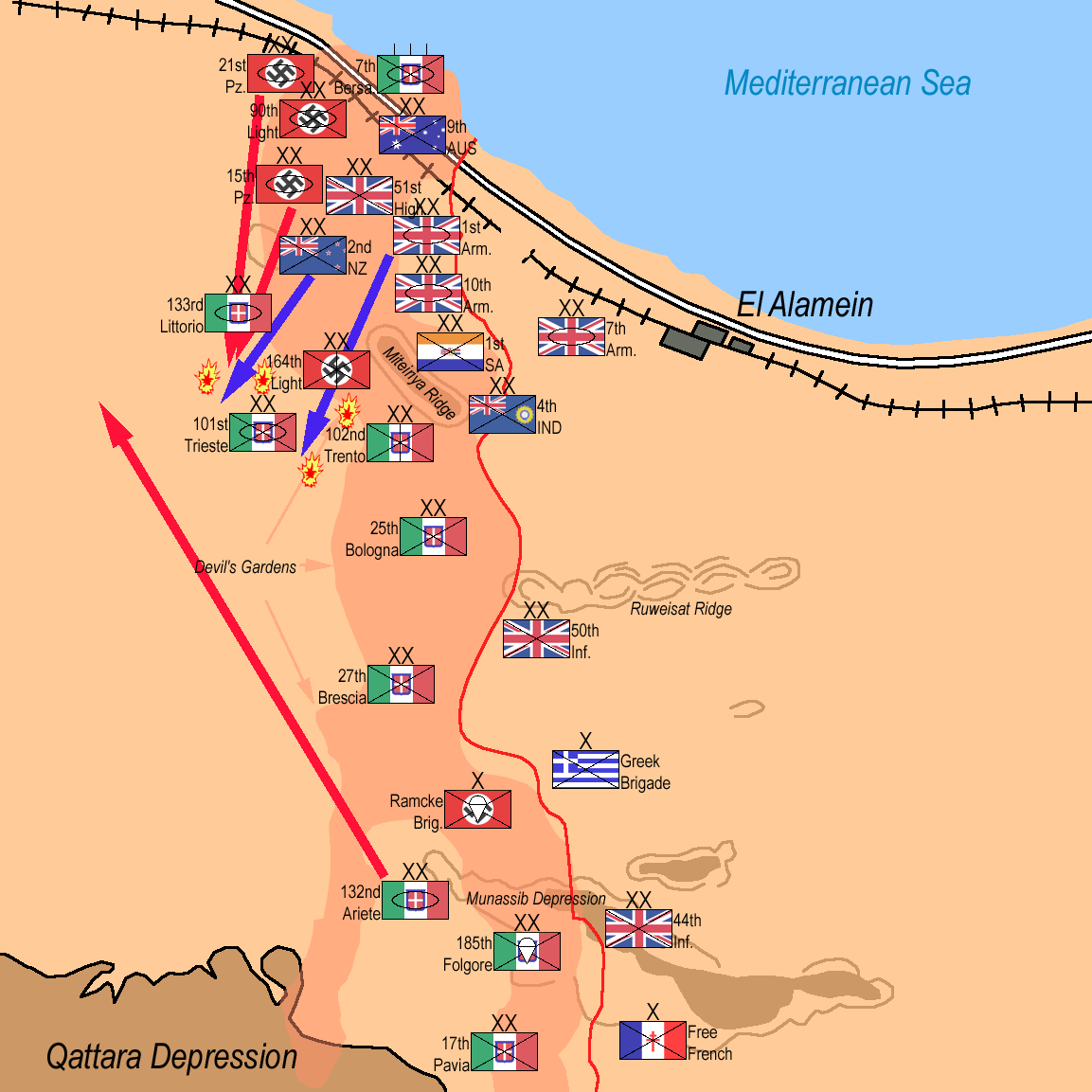
Позиции «Триесте» на 10:00 2 ноября, почти окружена.

Состав дивизии на февраль 1942:
- 65-й мотопехотный полк «Вальтеллина» (итал. 65º Reggimento fanteria motorizzata "Valtellina")
- 66-й мотопехотный полк «Вальтеллина» (итал. 66º Reggimento fanteria motorizzata "Valtellina")
- 9-й полк берсальеров (итал. 9º Reggimento bersaglieri)
- 21-й моторизованный артиллерийский полк «По» (итал. 21º Reggimento artiglieria motorizzata "Po")
- 52-й смешанный моторизованный сапёрный батальон (итал. 52º Battaglione del genio motorizzato)

Состав дивизии на октябрь 1942:
- 65-й мотопехотный полк «Вальтеллина» (итал. 65º Reggimento fanteria motorizzata "Valtellina")
- 66-й мотопехотный полк «Вальтеллина» (итал. 66º Reggimento fanteria motorizzata "Valtellina")
- 8-й бронеберсальерский (бронеавтомобильный) полк (итал. 8º Battaglione bersaglieri autoblindo)
- 21-й моторизованный артиллерийский полк «По» (итал. 21º Reggimento artiglieria motorizzata "Po")
- 32-й смешанный моторизованный сапёрный батальон (итал. 32º Battaglione del genio motorizzato)
- 11-й танковый батальон M13/40 (итал. 11º Battaglione carri M)

## Командиры
- дивизионный генерал Эмилио Гаравелли (итал. Emilio Garavelli; 1 апреля 1939 — 9 августа 1939)
- дивизионный генерал Вито Феррони (итал. Vito Ferroni; 10 августа 1939 — 9 сентября 1940)
- дивизионный генерал Алессандро Пиаццони (итал. Alessandro Piazzoni; 10 сентября 1940 — 10 декабря 1941)
- бригадный генерал Арнальдо Аззи (итал. Arnaldo Azzi; 11 декабря 1941 — 23 июля 1942)
- бригадный генерал Франческо Ла Ферла (итал. Francesco La Ferla; 30 июля 1942 — 13 марта 1943)[1]

## Награды и наименования
| Награда   | Дата | За что получена  |
| --------- | ---- | ---------------- |
| «Триесте» | 1939 | при формировании |

## Отличившиеся воины дивизии
| Награда                               | Ф. И. О.                                                 | Должность                          | Звание  | Дата награждения | Примечания         |
| ------------------------------------- | -------------------------------------------------------- | ---------------------------------- | ------- | ---------------- | ------------------ |
| Золотая медаль «За воинскую доблесть» | Кальзекки Онести, Ичильо (итал. Icilio Calzecchi Onesti) | командир 11-го танкового батальона | капитан |                  | Погиб 29 мая 1942. |